# Barcheria willisiana
Barcheria willisiana är en svampart som beskrevs av T. Lebel 2004. Barcheria willisiana ingår i släktet Barcheria och familjen Agaricaceae.   Inga underarter finns listade i Catalogue of Life.